# Grado (simbolo)
Il grado (°) è un classico simbolo tipografico; esso consiste in un piccolo cerchietto nero (bianco all'interno) da posizionare come apice su un numero. In quanto gli usi riservati a questo simbolo sono differenti e molteplici, esso non possiede un solo tipo di lettura. Il simbolo, già presente nella tastiera italiana di Microsoft Windows, si può ottenere anche tramite combinazione di tasti, tenendo premuto il tasto Alt e premendo in successione i tasti 2, 4 e 8 sul tastierino numerico con il blocco numeri attivato (spia accesa).

## Utilizzo
Gli impieghi di questo carattere tipografico sono principalmente due:
- In matematica il simbolo del grado è adoperato per indicare l'ampiezza di un angolo (sia piano, diedro o solido): tutti i valori compresi tra 0° e 360° (lett. zero gradi e trecentosessanta gradi), cui corrispondono l'angolo nullo e l'angolo giro, sono ammessi.
- Nelle scienze naturali, come per esempio la chimica e la fisica, il grado indica i valori di temperatura; è utilizzato nelle varie forme di grado Celsius (°C), grado Fahrenheit (°F), grado Rankine e grado Réaumur (entrambe simboleggiate da °R). Non se ne deve fare invece uso nella più importante delle scale termometriche, quella Kelvin, che come simbolo usa la sola K (e non °K).
- In Francia e nei paesi francofoni il segno ° posto davanti a una data indica la data di nascita, così come il segno dell'obelisco † indica quella di morte.

## Confusione con altro simbolo e utilizzo errato
Il simbolo ° viene spesso confuso col simbolo dell'indicatore ordinale maschile º (ossia una piccola "o" in apice), usato per trasformare un numero da cardinale a ordinale.

## Tipografia
Nel caso di gradi di arco angolare, il simbolo dei gradi segue il numero senza spazi intermedi, ad esempio 30°. L'aggiunta di minuti e secondi d'arco segue le unità dei gradi, con spazi intermedi (opzionalmente, spazio unificatore) tra le suddivisioni dei gradi sessagesimali ma nessuno spazio tra i numeri e le unità, ad esempio 30° 12 ′ 5 ″.
Nel caso dei gradi di temperatura, tre organismi di standardizzazione scientifici e ingegneristici (International Bureau of Weights and Measures, International Organization for Standardization e US Government Printing Office) prescrivono le temperature di stampa con uno spazio tra il numero e il simbolo del grado, ad esempio 10 °C. Tuttavia, in molti lavori con impaginazione professionale, inclusi lavori scientifici pubblicati dalla University of Chicago Press o Oxford University Press, il simbolo del grado è stampato senza spazi tra il numero, il simbolo e le lettere latine "C" o "F" che rappresentano Celsius o Fahrenheit, rispettivamente; per esempio 10 °C. Questa è anche la pratica della University Corporation for Atmospheric Research, che gestisce il National Center for Atmospheric Research.
L'uso del simbolo dei gradi per fare riferimento alle temperature misurate in kelvin (simbolo: K) è stato abolito nel 1967 dalla 13ª conferenza generale dei pesi e delle misure (CGPM). Pertanto, il punto triplo dell'acqua, ad esempio, è scritto semplicemente come 273,16 K. Il nome dell'unità SI della temperatura è ora "kelvin", in minuscolo, e non più "gradi Kelvin".
In fotografia il simbolo viene utilizzato per indicare i gradi di velocità della pellicola logaritmica. In questo utilizzo segue il numero senza spaziatura come in 21° DIN, 5° ASA o ISO 100/21°.

## Codifica
Il simbolo del grado è incluso in Unicode come U + 00B0°. In HTML: &#176; &deg;
Per l'uso con i caratteri cinesi ci sono anche punti di codice per U + 2103 ℃ (HTML &#8451;) e U + 2109 ℉ (in HTML &#8457;).
Il segno del grado mancava dal set ASCII di base a 7 bit del 1963, ma nel 1987 lo standard ISO/IEC 8859 lo ha introdotto nella posizione 0xB0 (176 decimale) in tutte le varianti tranne la Parte 5 (cirillico), 6 (arabo), 7 (greco) e 11 (tailandese). Nel 1991 lo standard Unicode incorporava tutti i punti di codice ISO/IEC 8859, compreso il segno del grado (in U + 00B0)..
La pagina Windows 1252 era anche un'estensione dello standard ISO/IEC 8859-1 (Parte 1 o Latin-1), quindi aveva il segno di grado nello stesso punto di codice, 0xB0. Il punto di codice nella Code Page 437 DOS precedente era 0xF8 (248 decimale); pertanto, il codice Alt utilizzato per inserire il simbolo direttamente dalla tastiera è Alt + 248.
Il simbolo del grado può essere utilizzato nel programma LCD Arduino utilizzando la riga di codice: lcd.print ((char) 223); =

## Inserimento da tastiera
Alcuni layout della tastiera del computer, come il layout QWERTY utilizzato in Italia, il layout QWERTZ utilizzato in Germania, Austria e Svizzera e il layout AZERTY utilizzato in Francia e Belgio, hanno il simbolo dei gradi disponibile direttamente su un tasto. Ma i layout di tastiera comuni nei paesi di lingua inglese non includono il segno di grado, che deve quindi essere inserito in un altro modo. Il metodo di immissione dipende dal sistema operativo utilizzato.
Sul layout di tastiera Colemak (Windows/Mac) è possibile premere AltGr + \seguito da D per inserire un segno di grado. Su Linux è possibile premere AltGr + K due volte per inserire un segno di grado.

### Sistemi operativi desktop
In Microsoft Windows ci sono diversi modi per creare il simbolo del grado:
- Si può digitare Alt + 2 4 8 o Alt + 0 1 7 6."0176" è diverso da "176"; Alt + 1 7 6 produce il carattere di tonalità chiara (░).Il NumLock deve essere impostato per primo; sulle tastiere full size, deve essere utilizzato il tastierino numerico; sui laptop senza tastierino numerico, è necessario utilizzare il tastierino numerico virtuale (spesso richiede che il tasto Fn venga tenuto premuto durante la digitazione della sequenza numerica).
- Lo strumento Mappa caratteri può essere utilizzato anche per ottenere un menu grafico di simboli.
- Il layout della tastiera inglese internazionale USA crea il simbolo dei gradi con AltGr + ⇧Shift + ;

Nei sistemi operativi macOS il simbolo del grado può essere inserito digitando ⌥Opt + ⇧Shift + 8. Si può anche usare la tavolozza dei caratteri di Mac OS, che è disponibile in molti programmi selezionando Caratteri speciali dal menu Modifica, o dall'icona 'Menu input' (bandiera) sulla barra dei menu (abilitata nella sezione Internazionale di le Preferenze di Sistema).
Nei sistemi operativi basati su Linux come Ubuntu, questo simbolo può essere inserito tramite il tasto Compose seguito da o, o. Alcuni layout di tastiera visualizzano questo simbolo premendo AltGr + ⇧Shift + 0 (una o due volte, a seconda del layout di tastiera specifico) e, nei programmi creati da GTK +, è possibile inserire caratteri Unicode in qualsiasi campo di immissione di testo premendo prima Ctrl + ⇧Shift + U + Punto di codice Unicode, indipendentemente dalla tastiera disposizione. Per il simbolo dei gradi, questo viene fatto inserendo Ctrl + ⇧Shift +U B 0 (dove l'ultima chiave è il numero zero) seguito da uno spazio.
Per Chrome OS utilizzare il metodo di inserimento Unicode Ctrl + ⇧Shift + Uquindi 0 0 B 0 poi spazio o di ritorno; con il layout esteso del Regno Unito, si usa AltGr + ⇧Shift + 0.

### Sistemi operativi mobile
In iOS si accede al simbolo dei gradi tenendo premuto 0 e trascinando un dito sul simbolo dei gradi. Questa procedura è la stessa dell'immissione di segni diacritici su altri caratteri.
In Android passa ai numeri e ?123 poi ai simboli =\<. Il simbolo dei gradi si trova sulla seconda riga.

### Software specifico
In Microsoft Office e programmi simili, spesso è presente anche un menu Inserisci con un comando Inserisci simbolo o Simbolo che fa apparire una tavolozza grafica di simboli da inserire, incluso il simbolo dei gradi. Come con l'app CharMap, la tabella è organizzata in ordine Unicode. Un modo più semplice è usare Alt + 1 7 6 o B 0 poi Alt + X.
In LaTeX i pacchetti gensymbe textcompforniscono i comandi rispettivamentedegreee \textdegree. In assenza di questi pacchetti è possibile scrivere il simbolo dei gradi come ^{\circ}in modalità matematica. In altre parole, è scritto come il glifo del cerchio vuoto circcome apice.
In AutoCAD è disponibile come stringa di collegamento %%d.